# Tir à l'arc aux Jeux du Commonwealth
Les compétitions de tir à l'arc font partie du programme des Jeux du Commonwealth. Il apparait pour la première fois en 1982, et est également présent en 2010.

## Éditions
| Édition | Ville     | Pays      |
| ------- | --------- | --------- |
| 1982    | Brisbane  | Australie |
| 2010    | New Delhi | Inde      |

## Médailles par pays
à jour après les Jeux de 2018
| Rang  | Nation           | Or | Argent | Bronze | Total |
| ----- | ---------------- | -- | ------ | ------ | ----- |
|       | Angleterre       | 5  | 3      | 0      | 8     |
|       | Inde             | 3  | 1      | 4      | 8     |
|       | Australie        | 1  | 0      | 2      | 3     |
|       | Nouvelle-Zélande | 1  | 0      | 0      | 1     |
|       | Canada           | 0  | 4      | 2      | 6     |
|       | Malaisie         | 0  | 1      | 0      | 1     |
|       | Irlande du Nord  | 0  | 1      | 0      | 1     |
|       | Afrique du Sud   | 0  | 0      | 2      | 2     |
| Total | Total            | 10 | 10     | 10     | 30    |